# ایلیا پانتلیچ
ایلیا پانتلیچ (انگلیسی: Ilija Pantelić؛ ۲ اوت ۱۹۴۲ – ۱۷ نوامبر ۲۰۱۴) بازیکن فوتبال اهل یوگسلاوی بود.
از باشگاه‌هایی که در آن بازی کرده‌است می‌توان به باشگاه فوتبال وویوودینا، باشگاه فوتبال باستیا، باشگاه فوتبال پاری سن ژرمن، و باشگاه فوتبال المپیک مارسی اشاره کرد.
وی همچنین در تیم ملی فوتبال یوگسلاوی بازی کرده‌است.
وی در مسابقات کشوری و بین‌المللی در مجموع برندهٔ ۱ مدال نقره شده‌است.